# Preuß (Fußballspieler)
Preuß (Lebensdaten unbekannt) war ein deutscher Fußballspieler.

## Karriere
Preuß gehörte dem Berliner BC an, für den er in der Saison 1913/14 in der vom Verband Brandenburgischer Ballspielvereine organisierten Berliner Meisterschaft, Punktspiele bestritt. Die in dieser Saison in einer Gruppe mit zehn Mannschaften im Rundenturnier mit Hin- und Rückspiel ausgetragene Meisterschaft wurde mit einem Punkt Abstand vor dem BFC Hertha 1892 gewonnen. Mit dem Erfolg seiner Mannschaft nahm er mit ihr auch an der Endrunde um die Deutsche Meisterschaft teil. Sein Debüt am 3. Mai 1914, beim 4:0-Viertelfinalsieg über den FC Askania Forst im Stadion des BFC Preussen, krönte er mit dem Tor zum 3:0 in der 25. Minute. Sein letztes Endrundenspiel wurde am 17. Mai 1914 in Fürth ausgetragen und mit 3:4 n. V. gegen die ortsansässige Spielvereinigung verloren. In diesem packenden Spiel schoss er die 2:0-Führung seiner Mannschaft heraus und sorgte mit seinem Tor zum 3:3-Ausgleich in der 119. Minute für eine weitere Verlängerung, in der das Siegtor („Golden Goal“) zugunsten der Fürther in der 146. Minute durch Karl Franz erzielt wurde.

## Erfolge
- Berliner Meister 1914